# Mista (zpěvačka)
Mista, vlastním jménem Soňa Šimorová, (* 19. ledna 1987 Bratislava) je slovenská popová zpěvačka, žijící v Praze.

## Životopis
Od pěti let hraje na housle a klavír. V Bratislave vystudovala Státní konzervatoř, obor hra na housle a Vysokou školu múzických umění, obor hra na housle, kterou ukončila diplomovým recitálem. Má za sebou několik prvenství v celostátních i mezinárodních houslových soutěžích a dvě stáže v německých a rakouských symfonických orchestrech. Jejím manželem je od roku 2009 Stano Šimor a od roku 2011 žije v České republice.[zdroj?]

## Hudební kariéra
V roce 2007 účinkovala jako předskokan na československém turné skupiny Elán, které vyvrcholilo koncertem v Carnegie Hall v New Yorku. V roce 2010 se začala věnovat sólové dráze a pod uměleckým jménem Mista debutovala se skladbou Emotions v národním kole slovenské Eurovision Song Contest, kde se umístila na druhém místě. Následně ve vydavatelství Sony Music Entertainment vydala svůj první popovo-taneční singl Rock It!. V roce 2012 podepsala kontrakt s německým vydavatelstvím A45Music, které v německý mluvících zemích, v Belgii a ve Španělsku vydalo singly Never Hide, Cash Out, Feel, The Breeze, Catwalk Fever a Go Wild. Na základě této spolupráce v roce 2012 absolvovala 3 měsíční turné v Číně. V roce 2012 také vydala své první studiové album Show Me (Universal Music Group) a v roce 2013 byla v Praze předskokankou americké zpěvačce Kesha. V letech 2012 až 2014 byla hostem na Evropa 2 Music Tour. V roce 2015 vydala pop-rockový singl Catwalk Fever, posléze byla předskokanem na pražském konzertu zpěvačky Kiesza. V roce 2015 se v kategorii zpěvačka roku rádia Evropa 2 umístila na druhém místě, na prvním místě se umístila Barbora Poláková. V následujícím roce vydala EP album Back2Roots, které kromě hitu Catwalk Fever obsahovalo singly Take Me home a Gimme The Love na kterém spolupracovala s kytarystou Henry Tóthem. V letech 2016 až 2019 natočila písničky ve svém rodném jazyce a téhož roku vydala i své druhé studiové album Cesty života, které obsahovalo singly Den s Tebou, Sme tu len raz, Kam ísť, Prežijem s láskou, Nespálme mosty, Kyslík.[zdroj?]

## Mimohudební aktivity

### 2012–2017
Mezi roky 2012 až 2016 se věnovala také moderování módního pořadu ve spolupráci s týdeníkem Blesk pro ženy – MistaFashion. Od roku 2016 moderovala svůj vlastní TV pořad s tematikou osobnostního rozvoje s názvem Pocity s Mistou.[zdroj?]

### Současnost
V současnosti přerušila svou hudební kariéru a věnuje se výtvarnému umění.

## Diskografie

### Studiová alba
- Show Me

### Alba
- Back2Roots (2012)
- Cesty života (2019)[6]

### Singly
- Emotions
- Catwalk Fever[5]
- MISTA – Never Hide
- Cash out
- Show me
- Take Me home
- Den s Tebou (2016)
- Sme tu len raz (2017)[7]
- Kam ísť (2017)
- Prežijem s láskou (2018)[8]
- Nespálme mosty (2018)
- Kyslík (2019)[9]